# 天津賀佐彦神社
天津賀佐彦神社（あまつかさひこじんじゃ）は、徳島県美馬市美馬町にある神社である。

## 歴史
創建年は不詳。『阿波志』には「天津賀比古祠　延喜式、亦小祀と爲す重清村荒川里に在り或は西岡宮と稱す」とある。
式内社である天都賀佐毘古神社の論社のひとつである。

## 祭神
- 級長戸辺命

## 交通
- JR徳島線「小島駅」より車で約10分。